# Joseph Bailey (General)

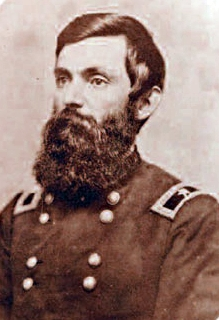
Joseph Bailey

Joseph Bailey (* 28. April 1827 in Salem, Ohio, nach anderen Angaben: 6. Mai 1825 in Morgan County, Ohio; † 21. März 1867 in Nevada, Missouri) war ein US-amerikanischer Brigadegeneral der US Army im Sezessionskrieg, der besonders durch den Bau des nach ihm benannten Staudamms (Bailey’s Dam) bekannt wurde und sich dadurch Verdienste im Militärbauwesen erwarb.

## Leben

### Farmer und Eintritt in den Sezessionskrieg
Bailey war zunächst als Farmer tätig und trat am 2. Juli 1861 seinen Militärdienst in der US Army an, in der er Hauptmann im 4. Infanterieregiment von Wisconsin wurde. Kurz darauf wurde das Regiment nach Maryland verlegt, um dort an der Expedition von General Benjamin Franklin Butler teilzunehmen, der nach dem Vorstoß der Flottille von Admiral David Glasgow Farragut im April 1862 New Orleans einnahm. Im Dezember 1862 wurde Bailey zum zuständigen Pionieroffizier für die Verteidigungsbauten von New Orleans ernannt und während dieser Verwendung am 30. März 1863 zum Major sowie am 24. Juni 1863 zum Oberstleutnant befördert.
Im August 1863 wurde das Infanterieregiment in ein Kavallerieregiment umgewandelt und Bailey mit der Rekrutierung von Truppen beauftragt. Im Februar 1864 kehrte er zu seinem Regiment zurück, um General Nathaniel Prentiss Banks beim Feldzug am Mississippi zu unterstützen. Während dieser Zeit gelang ihm eine der herausragendsten Leistungen im Militärbauwesen diese Zeit: Der Feldzug wurde vorsichtig terminiert, um die regelmäßigen jährlichen Anstiege des Red Rivers zu berücksichtigen, um die US Navy einzubinden und den Fluss als Grundlage für Versorgungswege zu nutzen. General Banks befand sich begleitet und unterstützt durch eine Flotte von zwölf Kanonenbooten und dreißig Transportschiffen im Süden des Red River. Banks’ Vorstoß erlitt am 8. April 1864 einen Rückschlag bei Sabine Cross Roads, und er zog sich daraufhin nach Alexandria zurück, wo er feststellen musste, dass das Flusswasser so stark gesunken war, dass die Flotte die Flussfälle des Red River nicht passieren konnte. Konteradmiral David Dixon Porter, der das Missippigeschwader befehligte, betrieb bereits Vorbereitungen zur Selbstzerstörung der Kanonenboote, um diese nicht an die Confederate States Army zu verlieren und sich mit den Armeeeinheiten unter General Banks zurückzuziehen. Allerdings erfuhr er vor der Selbstzerstörung der Schiffe, dass die Landstellungen nicht haltbar waren.

### Baileys Staudamm und Beförderung zum Brigadegeneral
Oberstleutnant Bailey versprach daraufhin einen Staudamm zu bauen, um den Wasserstand für die Fahrrinne in der Flussmitte zu erhöhen und die Schiffbarkeit zu ermöglichen. Während andere Pioniere den Staudammbau für unmöglich hielten, beharrte Bailey auf der Durchführbarkeit entgegen allem Widerstand auf Seiten der Pioniere und der Marine und erhielt schließlich am 30. April 1864 die notwendige Zustimmung von General Banks. Kurz darauf wurde der Dammbau mit großem Personal- und Materialeinsatz begonnen. Der spätere General und damalige Offizier im Stab von Banks, James Grant Wilson, befürwortete den Bau und half bei der Konstruktion. Rund 3000 Soldaten und mehrere hundert Holzfäller von Regimentern aus Maine arbeiteten Tag und Nacht an der Errichtung, dem Fällen und Transportieren von Bauholz.
Der Abschnitt, der vertieft werden musste, war mehr als 1600 Meter lang, zwischen 210 und 300 Meter breit bei einer Strömungsgeschwindigkeit von 16 Kilometern pro Stunde. Am nördlichen Ufer wurde ein Holzdamm errichtet, während auf der südlichen Seite kein Holz, sondern eine Reihe von schweren Gitterkörben mit Materialien aus alten Bergwerken verfüllt wurden, die mit Eisenbahngleisen verstärkt wurden. Die dadurch errichteten Stauungen verringerten die Flussbreite auf knapp 20 Meter und ermöglichten der Unterstützungsflotte bereits am 12. Mai 1864 das Passieren des Flusses.
Für die durch den nach ihm benannten Staudamm (Bailey’s Dam) erreichten militärischen Verdienste wurde Bailey am 7. Juni 1864 der Brevet-Rang eines Brigadegenerals verliehen sowie am 30. Juni 1864 der formelle Dienstgrad eines Obersts, der mit einem ausdrücklichen Dank des US-Kongresses verbunden war. Die Offiziere des Mississippi-Geschwaders überreichten ihm außerdem ein Schwert sowie eine Geldsumme von 3000 US-Dollar. Durch sein gewachsenes Ansehen wurde er im November 1864 zum Brigadegeneral der Freiwilligentruppen ernannt. In der Folgezeit hatte er verschiedene Kommandos im Wehrbereich Golf (Department of the Gulf) und der Heeresgruppe West Mississippi (Military Division of West Mississippi) inne. Unter anderem befehligte er die Pionierbrigade des XIX. Korps, die Pionierbrigade des XVI. Korps und verschiedene Kavalleriedivisionen sowie Militärdistrikte. Am 7. Juli 1865 schied er aus dem aktiven Militärdienst aus.
Anschließend ließ er sich als Farmer im Newton County nieder und wurde dort auch zum Sheriff gewählt. In Ausübung dieser Tätigkeit wurde er während der Festnahme von zwei Desperados erschossen.